# Televisión en Alemania

Mapa de las emisoras miembros de ARD.

La televisión en Alemania empezó en Berlín el 22 de marzo de 1935, transmitiendo por 90 minutos durante tres veces a la semana. La televisión alemana tenía aproximadamente 36.5 millones televisores receptores en 2000, convirtiendo al mercado germano en el más grande de Europa. Todos los canales importantes de Alemania son gratuitos.

## Historia
La televisión alemana comenzó a transmitir el 22 de marzo de 1935 con la señal de Deutscher Fernseh-Rundfunk, aunque pocos aparatos podían captar la señal. Fueron los Juegos Olímpicos de Berlín de 1936 los que hicieron dar el gran paso a la TV, que transmitió durante esos días hasta ocho horas por día. Acorde con la utilización de las Olimpíadas, la incipiente TV fue utilizada como medio de propaganda del nazismo, tanto antes como durante la Segunda Guerra Mundial.
La destrucción de Alemania a fines de 1945 llevó a la TV a dejar de transmitir, y tardó muchos años volver a ser un actor relevante. La recuperación comenzó en 1948, cuando se permitió transmitir programas de televisión en la zona británica de Berlín, permiso que luego se extendería a toda Alemania, que a partir de ese año se dividió en Alemania Occidental, con influencias de Estados Unidos y sus aliados, y Alemania Oriental, con influencias de la URSS.
La división no impidió el desarrollo de la televisión a ambos lados de la frontera. La era del color llegó a las televisiones de Alemania Occidental en 1967, mientras que en Alemania Oriental no llegó hasta 1972. Para 1980, no había mucha oferta de canales de televisión, ya que el telespectador promedio de Alemania Occidental solo podía escoger entre tres canales estatales únicamente; similar situación se vivía en el lado soviético, en el que había dos canales.
La reunificación trajo como consecuencia directa la eliminación de las señales estatales del Este, y justo con esto, en la década de 1990 se dio un fuerte desarrollo de la televisión privada, acompañando un proceso que se dio en todo el mundo.

## Recepción
| Tecnología        | Total Usuarios | Porcentaje del total |
| ----------------- | -------------- | -------------------- |
| Satélite          | 17 779 000     | 46,1 %               |
| Cable (Digital)   | 11,229,000     | 29,1 %               |
| Cable (analógico) | 6,630,000      | 9,9 %                |
| DVB-T             | 3,865,000      | 10,0 %               |
| IPTV              | 1,899,000      | 4,9 %                |
| Total             | 38,557,000     | 100 %                |

## Canales en abierto

### Canales de ámbito nacional
A continuación se muestran los canales:
| Canal          | Propietario                   | Tipo                    | Lanzamiento             |  |
| -------------- | ----------------------------- | ----------------------- | ----------------------- |  |
| ZDF            | ZDF                           | Generalista público     | 1 de abril de 1963      |  |
| Das Erste      | ARD                           | Generalista público     | 25 de diciembre de 1952 |  |
| RTL            | RTL Group                     | Generalista privado     | 2 de enero de 1984      |  |
| Sat.1          | ProSiebenSat.1 Media          | Generalista privado     | 1 de enero de 1984      |  |
| VOX            | RTL Group                     | privado                 | 25 de enero de 1993     |  |
| ProSieben      | ProSiebenSat.1 Media          | Generalista privado     | 1 de enero de 1989      |  |
| Kabel Eins     | ProSiebenSat.1 Media          | Generalista privado     | 29 de febrero de 1992   |  |
| RTL Zwei       | RTL Group                     | Generalista privado     | 6 de marzo de 1993      |  |
| ZDFneo         | ZDF                           | Público de documentales | 1 de noviembre de 2009  |  |
| Super RTL      | RTL                           | Infantil privada        | 28 de abril de 1995     |  |
| SAT.1 Gold     | ProSiebenSat.1 Media          | Privada                 | 17 de enero de 2013     |  |
| Nitro          | RTL Group                     | Privada                 | 1 de abril de 2012      |  |
| ZDF Info       | ZDF                           | Información pública     | 27 de agosto de 1997    |  |
| 3sat           | ARD, ZDF, ORF, SRF            | Pública internacional   | 1 de diciembre de 1984  |  |
| Welt           | WeltN24 GmbH                  | Privada                 | 24 de enero de 2000     |  |
| KiKA           | ARD y ZDF                     | Infantil pública        | 1 de enero de 1997      |  |
| Phoenix        | ARD y ZDF                     | Pública de documentales | 7 de abril de 1997      |  |
| n-tv           | RTL Group                     | Privada información     | 30 de noviembre de 1992 |  |
| Arte           | ARD                           | Pública internacional   | 30 de mayo de 1992      |  |
| DMAX           | Warner Bros. Discovery EMEA   | Privada                 | 1 de septiembre de 2006 |  |
| Disney Channel | Disney                        | Privada juvenil         | 17 de enero de 2014     |  |
| Sport1         | Sport1 Medien AG y Acun Medya | Privada deportiva       | 1 de julio de 1993      |  |
| Tele 5         | Warner Bros. Discovery EMEA   | Privada                 | 28 de abril de 2002     |  |
| Sixx           | ProSiebenSat.1 Media          | Privada                 | 7 de mayo de 2010       |  |
| Nickelodeon    | Paramount Global              | Privada Infantil        | 5 de julio de 1995      |  |
| ProSieben Maxx | ProSiebenSat.1 Media          | Privada                 | 3 de septiembre de 2013 |  |
| Eurosport 1    | Warner Bros. Discovery EMEA   | Privada                 | 5 de febrero de 1989    |  |

También suma de todos los canales regionales del emisor público ARD, que se detallan en el siguiente apartado.

### Canales regionales
| Canal         | Propietario                         | Región                                                                             | Lanzamiento                        | Ubicación      |
| ------------- | ----------------------------------- | ---------------------------------------------------------------------------------- | ---------------------------------- | -------------- |
| WDR Fernsehen | Westdeutscher Rundfunk              | Renania del Norte-Westfalia                                                        | 17 de diciembre de 1965 (59 años)  | Colonia        |
| SWR Fernsehen | Südwestrundfunk                     | Baden-Wurtemberg Renania-Palatinado                                                | 5 de abril de 1969 (55 años)       | Stuttgart      |
| NDR Fernsehen | Norddeutscher Rundfunk Radio Bremen | Hamburgo Baja Sajonia Schleswig-Holstein Bremen} Mecklemburgo-Pomerania Occidental | 4 de enero de 1965 (60 años)       | Hamburgo       |
| BR Fernsehen  | Bayerischer Rundfunk                | Baviera                                                                            | 22 de septiembre de 1964 (60 años) | Múnich         |
| MDR Fernsehen | Mitteldeutscher Rundfunk            | Sajonia Sajonia-Anhalt Turingia                                                    | 31 de diciembre de 1991 (33 años)  | Leipzig        |
| hr-fernsehen  | Hessischer Rundfunk                 | Hesse                                                                              | 5 de octubre de 1964 (60 años)     | Fráncfort      |
| RBB Fernsehen | Rundfunk Berlin-Brandenburg         | Berlín Brandeburgo                                                                 | 1 de marzo de 2004 (21 años)       | Berlín Potsdam |
| SR Fernsehen  | Saarländischer Rundfunk             | Sarre                                                                              | 11 de septiembre de 2006 (18 años) | Sarrebruck     |